# Festival international du film de Moscou 2015
Le 37e festival international du film de Moscou s'est tenu du 19 au 26 juin 2015. Le jury de la section principale de la compétition était sous la présidence du réalisateur français Jean-Jacques Annaud.
Le film Losers (Karatsi) du Bulgare Ivaïlo Hristov remporte le George d'or.

## Films en compétition
Les films suivants sont sélectionnés dans la section principale de la compétition :
| Titre | Titre original | Réalisateurs | Pays d'origine |
| ----- | -------------- | ------------ | -------------- |

## Jurys

### Section principale
- Jean-Jacques Annaud (président du jury) (réalisateur français)
- Jacqueline Bisset (actrice britannique)
- Fred Breinersdorfer (scénariste allemand)
- Andrew Vajna (producteur américano-hongrois)
- Aleksei Fedorchenko (réalisateur russe)

## Prix et lauréats
Les jurys du Festival international du film de Moscou ont récompensé les films et personnalités suivantes :
- George d'or du meilleur film : Losers (Karatsi) d'Ivaïlo Hristov (Bulgarie)[4]
- Prix spécial du jury (George d'argent) : Arventur (Арвентур) de Irina Evteeva (ru) (Russie)
- George d'argent du meilleur réalisateur : Frederikke Aspöck pour Rosita (Danemark)
- George d'argent du meilleur acteur : Yerkebulan Daiyrov pour Toll Bar (Kazakhstan)
- George d'argent de la meilleure actrice : Elena Lyadova pour Orlean (en) (Russie)
- George d'argent du meilleur film documentaire : Cartel Land de Matthew Heineman (USA, Mexique)
- Prix du meilleur court-métrage : Sniper’s Observation Method de Yunha Kim (Corée du Sud)
- Prix spécial pour contribution exceptionnelle au cinéma mondial : Jean-Jacques Annaud (France)
- Prix Stanislavski : Jacqueline Bisset (France)